# SAIC-GM-Wuling Automobile
SAIC-GM-Wuling Automobile (上汽通用五菱汽车股份有限公司) est une coentreprise entre le groupe General Motors, SAIC Motor et Liuzhou Wuling Motors Co., Ltd.
Il commercialise des véhicules sous les marques Wuling et Baojun.
En juillet 2015, General Motors a indiqué vouloir produire des voitures sous la marque Chevrolet pour les marchés automobiles émergents en collaboration avec SAIC.

## Modèles

### Voitures
- Baojun 630
- Baojun RS-7
- Chevrolet Spark Le Chi[2]
- Wuling LZW 7100 : copie d'une Citroen Visa
- Wuling Victory
- Wuling Xingchen
- Wuling Zhengtu

### Minivans
- Wuling Hongguang Mini EV
- Wuling Rongguang
- Wuling Hongtu
- Wuling Xingwang
- Liuzhou Wuling
- Wuling Dragon
- Wuling City Breeze
- Wuling Windside
- Wuling Sunshine

### Moteurs
- B Engines